# Frederik Hammerich (teolog)
 Der er flere personer med dette navn, se Frederik Hammerich.
Peter Frederik Adolph Hammerich (født 9. august 1809 i København, død 9. februar 1877) var en dansk teolog og historiker.

## Opvækst
Hammerich var en broder til Martin Hammerich. Han blev født i København og voksede op i et hjem, der var præget af herrnhutisk fromhed og sønderjysk farvet dansksind. 13 år gammel kom han i Borgerdydskolen på Christianshavn, og der fra blev han, 16 år gammel, dimitteret til Københavns Universitet 1825, kort før N.F.S. Grundtvig udgav Kirkens Gjenmæle. I sin skoletid havde han jævnlig hørt Grundtvig prædike, og den religiøse brydning var tidlig trådt ham i møde, navnlig gennem Jacob Christian Lindbergs religionsundervisning. I de første studenterår lyste Grundtvig og B.S. Ingemann for ham "som Tvillingstjærner", men senere lærte han Johann Gottfried von Herder, Heinrich Steffens og de tyske romantikere at kende, og derved kom han dybere ind i den verden, de to danske digtere havde åbnet for ham.
1830 tog han teologisk attestats, og under påvirkning af Julirevolutionen og dens dønninger blev han frihedsmand, som man var det her i Danmark i 1830'erne og 1840'erne. Men kærligheden til fædrelandet groede om kap med kærligheden til friheden. I sin barndom havde han ofte besøgt sin slægt i Sønderjylland og under disse besøg fundet næring for sit danske hjerte. Som ung kandidat gjorde han, sammen med sin broder, rejser til Danmarks skønneste egne, til Møen, Vejle og Vesterhavets klitter, og overalt søgte han ikke alene at lære naturen, men også folkelivet at kende.

## Udlandsrejse
I januar 1834 vandt han magistergraden for en latinsk afhandling om Rimbert, Ansgars discipel og levnedstegner, og derpå tiltrådte han en længere udenlandsrejse, som han delvis har skildret i Povl Frederik Barfods Brage og Idun. Rejsen begyndte i Lund, Stockholm og Uppsala, og på svensk grund gjorde han den opdagelse, at "Norden er ét, som Grækenland var ét. Dansk og Svensk som Ionisk og Dorisk ere Dialekter af samme Grundsprog; Folkekarakteren hos de to Stammer er i sin dybeste Grund den samme." Efter denne nordiske rejse, der også blev udstrakt til det sydlige Norge, var den unge danske teolog blevet en af de første svaler, der bragte bud om skandinavismens korte sommer.
Fra Sverige gik Hammerich til Tyskland og Italien, hvor Romerkirken skulle iagttages på nært hold, og der fra over Schweiz til England og Skotland, hvor det protestantiske kirkelivs brogede mangfoldighed skulle studeres. Da han i efteråret 1835 vendte hjem, slog han sig foreløbig ned i hovedstaden for ved sin mødrenearv og informationer at grunde et hjem.
16. december 1836 blev han i Grundtvigs stue på Christianshavn viet til Julie Augusta Scheuermann (født 30. november 1806 død 28. december 1879), datter af den for længst afdøde grosserer G. F. W. Scheuermann, en dyb og ejendommelig begavet kvinde, der kunne følge ham både i det kristelige og det nordiske, og som var hans bedste trøst og rådgiver, indtil en uhelbredelig sygdom kastede mørke skygger over hendes klare ånd og kærlige hjerte.

## Sognepræst
Livet som timelærer i København tilfredsstillede ham dog ikke i længden, og 1839 søgte og fik han sognekaldet i Starup og Nebel, nord for Kolding. Enkelte af hans sognefolk var påvirkede af herrnhuterne i Christiansfeld og af de vakte på Fyn, men de fleste brød sig kun lidt om kirke og kristendom.
Det lykkedes dog hurtig den unge, energiske præst at samle en fast sluttet kreds i kirken, og hans varme og livlige prædikener vakte et ikke ringe religiøst liv på egnen. Men opholdet i den usunde præstegård og den anstrengende gerning tog så stærkt på Hammerichs legemlige kræfter, at lægen pålagde ham fuldstændig hvile, foreløbig på et år. Frederik Helveg overtog som midlertidig hjælpepræst hans embede, mens han selv søgte lægedom og hvile i København; men da bedringen ikke kom så hurtig, som han havde ventet, søgte han sin afsked (1843).
I den jyske præstegaard havde Hammerich ved studium af egnens topografi og minder søgt næring for sin historiske sans, og ved udgivelsen af et par digtsamlinger (Heltesange, 1841; Toner og Billeder fra Christi Kirke, 1842) havde han tilfredsstillet sin trang til poetisk produktion. Under hvilen i København gik han videre på digterbanen med digtningerne om Gustav II Adolf i Tyskland (1844) og om Thorvaldsen (1844). Den kølige modtagelse, disse poesier i det hele fandt, bragte ham imidlertid til at tvivle om sit digterkald, og på samme tid følte han stærkere impulser til historisk studium. Men også lysten til præstegerningen vågnede på ny, og i december 1845 blev han 1. residirende kapellan ved Trinitatis Kirke i København.

## Trinitatis Kirke og Treårskrigen
Skønt han med troskab opfyldte de pligter, som det store -- dengang udelte -- sogn pålagde ham, havde præsten dog engang imellem grund til at blive skinsyg på historikeren. De historiske studier tog en del af hans bedste kraft. Udbyttet af sine granskninger nedlagde han i foredrag i Skandinavisk Selskab og i en skildring af Danmark i Valdemarernes Tid (1847-48), der skyldtes en opfordring fra Trykkefrihedsselskabet.
Men det fredelige arbejde i studerekammeret blev brat afbrudt, da Treårskrigen udbrød, i det Hammerich straks tilbød sin tjeneste som feltpræst. Som sådan virkede han i alle 3 krigsår -- i det sidste desuden som feltprovst --, og på Grundlag af minderne fra felten udarbejdede han forskellige meget læste skildringer af krigen.
Efter hjemkomsten optog han på ny gerningen ved Trinitatis Kirke, og en kirkelig virksomhed af videre omfang gik i de følgende år hånd i hånd med deltagelse i det politiske liv og fortsatte historiske Studier. Allerede 1846 havde han ved Roskilde Konvents sommermøde gjort forslag til udarbejdelsen af en ny salmebog, og konventet valgte ham med i den komité, der påtog sig arbejdet, som til sidst førte til den i 1855 autoriserede Konvents-Salmebog.
For at vække og nære det kristelige liv i hovedstaden fik Hammerich i vinteren 1852-53 stiftet en "luthersk Forening", der hver søndagaften lod holde oplysende og opbyggende møder i Opfostringshusets Kirke; men ufordrageligheden mellem de forskellige kirkelige retninger og de kendelige virkninger af Søren Kierkegaards optræden bragte ham snart til at trække sig tilbage fra dette foretagende, af hvilket han havde lovet sig meget.
Større glæde havde han af de skandinaviske kirkemøder, der for en væsentlig del kom i stand ved hans ihærdige propaganda for den skandinaviske idé også på kirkens område, og for de 2 møder, der holdtes i København (1857 og 1871), var han dirigent.

## Politiker og historiker
1854, under kampen mod Ministeriet Ørsted, stillede han sig på den københavnske "Værneforenings" opfordring i Vejle Amts 3. kreds og blev valgt til Folketinget. I de 7 følgende år repræsenterede han denne valgkreds, men som politiker spillede han ingen betydelig rolle. I de fleste sager stemte han med de nationalliberale, i enkelte med den grundtvigske fraktion. Han var efter sit eget sigende i politikken en naiv friskytte, fuldstændig fremmed for maskineriet bag kulisserne, og i Rigsdagssalen følte han sig aldrig hjemme.
Selv under de mest spændte politiske forhold holdtes hans interesse fangen af studerekammerets arbejder, og som fortsættelser af Valdemarstidens historie udgik fra hans hånd
Danmark under de nordiske Rigers Forening (1849-54) og Danmark under Adelsvælden (1854-59). Begge disse værker er skrevne med samme liv og varme som det ældre værk, med tiltagende grundighed i kildegranskningen og med voksende herredømme over hans medfødte tilbøjelighed til at fæste lid til sagnagtige træk, der bærer præg af poetisk sandhed, og til at lade fantasien tale, hvor kilderne tie.
I 1862 blev han medlem af Det kongelige danske Selskab for Fædrelandets Historie.

## Kirkehistoriker
Under afslutningen af det sidstnævnte værk modtog han tilbud om overtagelse af det kirkehistoriske professorat, som snart ville blive ledigt ved Johan Frederik Hagens afgang. Vel havde han ikke særlig dyrket kirkehistorien, men kirkehistoriske studier vare ham ikke fremmede. I forening med Johannes Ferdinand Fenger havde han 1848 udkastet planen til "Selskabet for Danmarks Kirkehistorie", og ved dettes møder i provinserne havde han jævnlig taget ordet. Et par gange havde han på Universitetet holdt forelæsninger over kirkehistoriske emner, særlig 1855-56, da han holdt de senere (1856) udgivne Kirkehistoriske Foredrag til Belysning af vore Kirkespørgsmaal, og en akademisk virksomhed havde længe stået for ham som et fremtidsmål. Derfor modtog han tilbuddet, og efter at have holdt afskedsprædiken i september 1858 rejste han til Italien for at opfriske sine ungdomsindtryk af Romerkirken, hvorpå han i februar 1859 tiltrådte professoratet.
Den 50-årige mand medbragte en levende kærlighed til den nye gerning og til de unge, blandt hvilke han skulle virke; men han savnede dyberegående teologiske studier og interesse for dogmatiske undersøgelser. Også som kirkehistoriker fulgte han Friedrich Wilhelm Joseph von Schellings råd, "at studere Historien episk", og derved kom udviklingen og overgangene ikke altid til deres ret. Hans foredrag var frisk, ofte fængslende, men engang imellem ikke frit for smagløsheder. Hans fremstillingsgave lå hverken i retning af det arkitektoniske eller af det plastiske, men genremaleriet var hans stærke side, både når han talte, og når han skrev.
Fra dette sidste afsnit af hans liv stammer Den kristne Kirkes Historie (1868-71; 3. udgave af III 1891), et såre fortjenstfuldt arbejde. Her har Norden, England og Frankrig fået den plads, der tilkommer dem, og han har gravet dybt, hvor han anede et væld, der var undgået forgængernes opmærksomhed. Hans monografier om den hellige Birgitta (1863; oversat til tysk 1872) og om Anders Sunesen og Mester Matthias (En Skolastiker og en Bibeltheolog fra Norden, 1865) udfyldte huller i vor kirkehistoriske litteratur og havde store fortrin; de ville have mere blivende betydning, hvis forfatteren havde været bedre hjemme i den mystiske og skolastiske teologi.
Højere end i disse monografier når han i universitetsprogrammet om de episk-kristelige Oldkvad hos de gothiske Folk (1873; oversat til tysk 1874). Her er indvundet nyt land, og ved denne smukke undersøgelse har Hammerich givet et bidrag til Kirkehistorien, der har vakt den største påskønnelse fra alle sider. Den blev (1876) efterfulgt af afhandlingen om Vølvens spådom (Nordens ældste Digt), den trofaste skandinavs litterære testamente.

## Sidste tid
Også sin kærlighed til Sønderjylland blev han tro til det sidste. 1864 blev han af sin forrige valgkreds valgt til medlem af Rigsrådet, og som sådant stemte han imod Wiener-Freden. "Jeg kunde for alt i Verden ikke give mit Minde til, at Fjenden satte sin Hæl paa mine Fædres Grave", skriver han i den selvbiografi, han har nedskrevet kort før sin død. Sin hengivenhed for Grundtvig bevarede han også; men han var en selvstændig discipel. Under kampen om trosbekendelsens oprindelighed stillede han sig ved Grundtvigs side, men på det første vennemøde optrådte han afgjort imod tanken om præstefrihed, og på de senere vennemøder tog han oftere ordet for at advare mod "det forenede Venstres" politik; 1875 søgte han også i et flyveskrift at godtgøre, at dette parti med urette beråbte sig på Grundtvig.
Jyllands tab knugede hans varme danske hjerte hårdt, og det harmede ham, at ikke alle Grundtvigs venner også var forsvarsvenner. For at kæmpe for forsvarssagen på tinge søgte han i foråret 1876 forgæves valg i sin gamle valgkreds; vælgerne foretrak Thomas Nielsen. Dette uheld smertede ham, og samtidig faldt der tunge skygger over hans hjem. Hans stærke helbred blev nedbrudt, og 9. februar 1877 ved aftenstid sov han stille hen efter et kort sygeleje, under bange anelser for Danmarks fremtid.
Sammen med sin broder havde han 1854 stiftet et legat på 5000 rigsdaler for slesvigske studenter ved Københavns Universitet, navnlig ved det juridiske fakultet.